# Ordine della Croce Rossa (Montenegro)
L'Ordine della Croce Rossa del Montenegro è un'onorificenza concessa dal Regno del Montenegro, fondata da re Nicola I nel 1913.

## Storia
L'onorificenza, pensata in una sola classe di merito, venne creata dopo la fine delle guerre balcaniche, visto il notevole impegno posto dalla Croce Rossa in quell'emergenza umanitaria. L'onorificenza era rivolta a premiare quanti si fossero distinti in maniera particolare a soccorrere i soldati al fronte ed a pianificare le operazioni di soccorso e di assistenza dell'esercito montenegrino impegnato nel conflitto. L'onorificenza venne istituita insieme alla medaglia della Croce Rossa del Montenegro.

## Descrizione
La medaglia dell'ordine, di 32.5 mm di diametro, presenta una corona d'alloro in smalti con al centro un tondo smaltato di bianco con una croce greca rossa con al centro le armi del Montenegro in oro. Il retro presenta un tondo con una fascia rossa circolare ed al centro una scritta in oro con l'indicazione della medaglia di merito per la Croce Rossa e le date 1912-1913 per commemorare l'impegno dell'istituzione nelle guerre balcaniche. Il tutto è sovrastato da una corona in oro con due fasce svolazzanti sottostanti.
Il nastro dell'ordine è bianco con una striscia rossa per parte.
L'Ordine consta di una sola classe col titolo di Cavaliere/Dama.